# Afar-regionen
Afar (eller Affar)-regionen er en region i det nordlige Etiopien. Regionen grænser op til Eritrea og Djibouti.
En opgørelse angiver størrelsen af befolkningen i regionen til 1,389 millioner.
Området omkring floden Gona, der ligger i det centrale Afar, har været genstand for palæoantropologiske udgravninger.
I Hadar og Dikika er der fundet fossiler fra Australopithecus afarensis, blandt andet et 3,3 millioner år gammelt fossil fra et barn navngivet Selam, der blev fundet den 10. december 2000 af et hold ledet af Zeresenay Alemseged.
Regionens befolkning tilhører folket Afar.
Vulkanen Erta Ale ligger i regionen.